# Giuseppe Siboni
Pour les articles homonymes, voir Siboni.
Giuseppe Siboni né le 27 janvier 1780 à Forlì  (Italie), mort le 28 mars 1839 à Copenhague, est un ténor italo-danois, un professeur de chant, et le fondateur de l'académie de musique de Copenhague. 
Il débute à Florence en 1797,  puis il se produit à Milan, Prague, Londres, avant de recevoir une invitation du prince Christian VIII de Danemark  qui lui propose de s'installer à Copenhague en 1819. Là, il occupe le poste important de maître de chant et de directeur du Théâtre Royal Danois. 
Il y crée la première académie de musique où Hans Christian Andersen viendra prendre des cours à partir de 1821. Parmi ses élèves les plus célèbres, on trouve la chanteuse lyrique  Johanne Luise Heiberg  qui épousera en 1831 l'influent Johan Ludvig Heiberg, lequel écrit pour elle des vaudevilles et des comédies lyriques.

## Sources
- Elias Bredsdorff, « Hans Christian Andersen, biographie », Presses de la Renaissance, Paris, 1989,  (ISBN 2856165044).